# Shikantaza
Shikantaza (jap. 只管打座; termin poch. z chińskiego zhiguan dazuo; skupianie się tylko na siedzeniu, gorliwa medytacja na siedząco) – główna technika medytacyjna szkoły sōtō buddyzmu zen.
Shikantaza jest często uważana za „metodę bez metody”. Podczas gdy inne rodzaje medytacji wymagają często przestrzegania szczegółowych instrukcji, shikantaza jest wyzwalaniem pełnej świadomości. Główną ideą jest przekroczenie myślącego umysłu. Wszelkie konkretne instrukcje tylko by go na powrót wywoływały. Shikantaza wymaga więc po prostu siedzenia, bycia jednością ze swoją medytacją, zaczyna się, dopiero gdy przestanie się myśleć o poprawnej medytacji, czy czymkolwiek innym oprócz bycia „tu i teraz”.
Najważniejszym opisem tej medytacji jest Shōbōgenzō, tekst autorstwa mistrza Dōgena (1200-1253). Dōgen uczynił rozróżnienie pomiędzy „niemyśleniem” a bezmyślnością. Ktoś mógłby wyobrażać sobie shikantaza jako stan kompletnej bezmyślności, jednak bezmyślność jest tępa, podczas gdy shikantaza to stan czujności, jedności z otaczającą rzeczywistością.
Dla zaawansowanego praktyka zen shikantaza jest łatwa i przyjemna, jednak początkującemu trudno wyjaśnić, o co tu chodzi. Trudno mu też praktykować, gdyż natychmiast pojawiają się odciągające uwagę myśli. Nie należy z nimi walczyć, a jedynie nie podtrzymywać ich, być świadomym ich rozwoju i rozpadu, obserwować je niby „obłoki na niebie”. Wstępem do shikantaza dla początkujących może być jednoczenie się z oddechem.